# Georg von Zastrow
Alexander Georg von Zastrow (* 12. Mai 1846 in Gollnow; † 9. Februar 1907 in Potsdam) war ein preußischer Generalmajor.

## Leben

### Familie
Georg entstammte der Familie Zastrow. Er war ein Sohn des preußischen Obersts und Kommandeur des III. Bataillons des 4. pommerschen Landwehrregiments Alexander Georg von Zastrow (1803–1882) und der Auguste Marie Louise Henriette von Bodenstein (* 1818). Zastrow war vermählt mit Olga Lindemann, die aus einer wohlhabenden Gasfabrikantenfamilie in Schwerin stammte. Aus der Ehe gingen vier Söhne und zwei Töchter, darunter die Malerin Auguste Beer hervor.

### Militärkarriere
Zastrow wurde nach seiner Ausbildung im Kadettenkorps am 9. April 1864 als Fähnrich dem Infanterie-Regiment Nr. 51 der Preußischen Armee überwiesen. Dort wurde er am 10. Januar 1865 zum Sekondeleutnant befördert und nahm mit dem Regiment im Jahr darauf am Krieg gegen Preußen sowie 1870/71 am Krieg gegen Frankreich teil. Nach Kriegsende 1872 zum Premierleutnant befördert, stieg Zastrow am 30. April 1877 zum Hauptmann und Kompaniechef auf. Als solcher folgte am 20. Juni 1877 seine Versetzung in das 3. Jäger-Bataillon. Hier versah Zastrow die kommenden neun Jahre seinen Dienst, kam dann als Major in das Infanterie-Regiment „Großherzog Friedrich Franz II. von Mecklenburg-Schwerin“ (4. Brandenburgisches) Nr. 24 und wurde hier vom 22. Mai 1889 bis 21. März 1891 als Kommandeur des II. Bataillons in Neuruppin verwendet. Anschließend zum Kommandeur des Jäger-Bataillons Nr. 3 ernannt, wurde Zastrow am 20. Mai 1893 zum Oberstleutnant sowie am 16. Juni 1896 zum Oberst befördert. Zwei Tage später erhielt er das Kommando über das 2. Badischen Grenadier-Regiment „Kaiser Wilhelm I.“ Nr. 110. Nachdem Zastrow das Regiment drei Jahre geführt hatte, wurde er am 15. Juni 1899 zum Kommandanten von Mainz ernannt. Als solcher erhielt er am 3. Juli 1899 den Charakter als Generalmajor. 1904 wurde Zastrow von diesem Kommando entbunden und zur Disposition gestellt.
Sein Grab ist auf dem Kirchhof der St.-Clemens-St.-Katharinen-Kirche in Seedorf (Lauenburg) erhalten.

## Auszeichnungen
- Roter Adlerorden II. Klasse mit Eichenlaub[3]
- Kronenorden II. Klasse[3]
- Eisernes Kreuz (1870) I. Klasse[4][3]
- Dienstauszeichnungskreuz[3]
- Kommandeur II. Klasse des Ordens vom Zähringer Löwen[3]
- Centenarmedaille